# L'Étonnant Serge Gainsbourg
L'Étonnant Serge Gainsbourg es el tercer álbum de estudio de Serge Gainsbourg, lanzado en 1961. La orquesta del álbum es la de Alain Goraguer.

## Lista de canciones
Todas las canciones escritas y compuestas por Serge Gainsbourg, excepto donde se indica.

| N.º   | Título                        | Música                           | Escritor(es)                                                              | Duración |  |
| 1.    | «La Chanson de Prévert»       |                                  |                                                                           | 2:58     |  |
| 2.    | «En relisant ta lettre»       |                                  |                                                                           | 2:00     |  |
| 3.    | «Le Rock de Nerval»           |                                  | Gérard de Nerval, extracto de la ópera cómica Piquillo (Acto I, escena V) | 1:49     |  |
| 4.    | «Les Oubliettes»              |                                  |                                                                           | 2:26     |  |
| 5.    | «Chanson de Maglia»           |                                  | Victor Hugo                                                               | 2:03     |  |
| 6.    | «Viva Villa»                  |                                  |                                                                           | 3:20     |  |
| 7.    | «Les Amours perdues»          |                                  |                                                                           | 2:56     |  |
| 8.    | «Les femmes c'est du chinois» | Serge Gainsbourg, Alain Goraguer | Serge Gainsbourg                                                          | 2:30     |  |
| 9.    | «Personne»                    |                                  |                                                                           | 2:43     |  |
| 10.   | «Le Sonnet d'Arvers»          |                                  | Félix Arvers                                                              | 1:51     |  |
| 24:36 |                               |                                  |                                                                           |          |  |

## Sencillos
- 1961: La Chanson de Prévert / En relisant ta lettre / Viva Villa / Le Rock de Nerval
- 1961: Les Amours perdues / Personne / Les femmes c'est du chinois / Les Oubliettes